# Bruno Gerussi
Bruno Gerussi est un acteur et réalisateur canadien né le 7 mai 1928 à Medicine Hat (Canada), décédé le 21 novembre 1995 à Vancouver (Canada).

## Filmographie

### comme acteur
- 1957 : Œdipus Rex : Chorus
- 1962 : Alexander Galt: The Stubborn Idealist : Luther Holton
- 1964 : Twelfth Night (TV) : Feste
- 1967 : Do Not Fold, Staple, Spindle, or Mutilate
- 1977 : The Newcomers (en) (série TV) : (segment '1978')
- 1989 : The Magic of Aladdin (TV) : Widow Twankey
- 1991 : L'Arme secrète (The Hitman) : Nino
- 1995 : Artisans de notre histoire, Volume 7: La Confédération (TV)
- 1995 : Prince for a Day (TV) : Guido Bitando

### comme réalisateur
- 1972 : The Beachcombers (en) (série TV)